# Liste der Abgeordneten zum Salzburger Landtag (6. Gesetzgebungsperiode)
Diese Liste der Abgeordneten zum Salzburger Landtag (6. Gesetzgebungsperiode) listet alle Abgeordneten zum Salzburger Landtag in der 6. Gesetzgebungsperiode bzw. 10. Wahlperiode auf. Die Gesetzgebungsperiode dauerte von der Konstituierung des Landtags am 14. Mai 1969 bis zum 21. Mai 1974. Die Konstituierung des nachfolgenden Landtags der 7. Gesetzgebungsperiode erfolgte am 22. Mai 1974.
Bei der Landtagswahl 1969 erzielte die Österreichische Volkspartei (ÖVP) 13 der 32 Mandate und verlor damit zwei Mandate gegenüber der Wahl 1959. Die Sozialistische Partei Österreichs (SPÖ) konnten hingegen ihre 13 Mandate halten, womit die SPÖ erstmals mit der ÖVP gleichzog. Die Freiheitliche Partei Österreichs (FPÖ) stellte sechs Landtagsabgeordnete, womit die FPÖ um zwei Mandat zulegen hatte können.
Nach der Angelobung der Landtagsabgeordneten erfolgte in der konstituierenden Sitzung am 14. Juni 1969 die Wahl der Landesregierung Lechner III, die damit der Landesregierung Lechner II nachfolgte.

## Funktionen

### Landtagspräsidenten
Nachdem die SPÖ mit der ÖVP erstmals bei den Mandaten gleichgezogen hatte, erhielt die SPÖ erstmals das Amt des Landtagspräsidenten. In der Folge übernahm Josef Brandauer (SPÖ) das Amt des Landtagspräsidenten. Als Erster Landtagspräsident-Stellvertreter fungierte der vormalige Landtagspräsident Hans Zyla (ÖVP), das Amt des Zweiten Landtagspräsident-Stellvertreters übernahm mit Manfred Krüttner erstmals ein Politiker der FPÖ.

### Landtagsabgeordnete
| Name                     | Fraktion | Anmerkung                                                                  |
| ------------------------ | -------- | -------------------------------------------------------------------------- |
| Bonimaier Anton          | ÖVP      |                                                                            |
| Brandauer Josef          | SPÖ      |                                                                            |
| Brunauer Josef           | SPÖ      |                                                                            |
| Brunner Johann           | ÖVP      | am 4. Juni 1969 für ein in die Landesregierung gewähltes Mitglied angelobt |
| Brunner Othmar           | SPÖ      |                                                                            |
| Dengg Annemarie          | ÖVP      |                                                                            |
| Gruber Jakob             | SPÖ      |                                                                            |
| Haslauer Wilfried        | ÖVP      |                                                                            |
| Haslinger Michael        | ÖVP      | Mandatsverzicht per 4. Juni 1969 nach Wahl in die Landesregierung          |
| Hofmann Karl             | SPÖ      |                                                                            |
| Hörl Josef               | ÖVP      |                                                                            |
| Illmer Simon             | ÖVP      |                                                                            |
| Janschitz Robert         | SPÖ      |                                                                            |
| Kirchner Ferdinand       | ÖVP      | am 4. Juni 1969 für ein in die Landesregierung gewähltes Mitglied angelobt |
| Krüttner Manfred         | FPÖ      |                                                                            |
| Lechner Hans             | ÖVP      | Mandatsverzicht per 3. Juni 1969 nach Wahl in die Landesregierung          |
| Ledermann Fritz          | FPÖ      |                                                                            |
| Mayer-Schönberger Viktor | ÖVP      |                                                                            |
| Oberkirchner Sepp        | SPÖ      | am 26. Mai 1971 für den beurlaubten Josef Weißkind angelobt                |
| Pichler Josef            | SPÖ      |                                                                            |
| Pöllhuber Michael        | FPÖ      | bis 23. Oktober 1971                                                       |
| Rud Walter               | FPÖ      |                                                                            |
| Schmidinger Johann       | ÖVP      |                                                                            |
| Schreiner Helmut         | ÖVP      |                                                                            |
| Schuller Hellfried       | FPÖ      |                                                                            |
| Spann Franz              | ÖVP      | am 4. Juni 1969 für ein in die Landesregierung gewähltes Mitglied angelobt |
| Springle Maria           | SPÖ      |                                                                            |
| Steiner Josef            | ÖVP      |                                                                            |
| Steinocher Karl          | SPÖ      |                                                                            |
| Stockinger Walter        | SPÖ      |                                                                            |
| Stöllinger Alois         | SPÖ      |                                                                            |
| Weiser Josef             | ÖVP      |                                                                            |
| Weißkind Josef           | SPÖ      | ab 26. Mai 1971 beurlaubt ohne das Mandat wieder anzunehmen                |
| Wiesner Sepp             | FPÖ      | am 27. Oktober 1971 für Michael Pöllhuber angelobt                         |
| Wolfgruber Rupert        | ÖVP      | Mandatsverzicht per 4. Juni 1969 nach Wahl in die Landesregierung          |
| Zillner Karl             | SPÖ      |                                                                            |
| Zillner Alois            | FPÖ      |                                                                            |
| Zyla Hans                | ÖVP      |                                                                            |